# 厚叶木犀
厚叶木犀（学名：Osmanthus marginatus var. pachyphyllus）为木犀科木犀属下的一个变种。

## 扩展阅读
- 維基物種上的相關：厚叶木犀